# Sauber SHS C6
 (signalé en mai 2025).
Si vous disposez d'ouvrages ou d'articles de référence ou si vous connaissez des sites web de qualité traitant du thème abordé ici, merci de compléter l'article en donnant les références utiles à sa vérifiabilité et en les liant à la section « Notes et références ».
- Archive Wikiwix
- Bing
- Cairn
- DuckDuckGo
- E. Universalis
- Gallica
- Google
- G. Books
- G. News
- G. Scholar
- Persée
- Qwant
- (zh) Baidu
- (ru) Yandex
- (wd) trouver des œuvres sur Wikidata

La Sauber SHS C6 est une voiture de course de l'écurie suisse Sauber, construite pour les 24 Heures du Mans 1982, les 24 Heures du Mans 1985, les 24 Heures du Mans 1986, les 24 Heures du Mans 1987, les 24 Heures du Mans 1988 et les 24 Heures du Mans 1993. Elle fut aussi construite pour le Championnat du monde des voitures de sport 1986 qu'elle terminera à la 15e place avec l'écurie française Roland Bassaler. Sachant que Sauber utilisait durant cette saison la C8.

## Résultats
- 24 Heures du Mans :
  - 1982 : 41e et 42e place (Abandon)
  - 1985 : 23e place
  - 1986 : 23e place (Non classée pour distance parcourue insuffisante)
  - 1987 : 13e place (Non classée pour distance parcourue insuffisante)
  - 1988 : 46e place (Abandon)
  - 1993 : 38e place (Abandon)

- Championnat du monde des voitures de sport :
  - 15e place en 1986